# Solnetsjnogorsk
Solnetsjnogorsk (Russisch: Солнечного́рск) is een stad in de Russische oblast Moskou. Solnetsjnogorsk ligt aan de federale autoweg M-10 tussen Moskou en Sint-Petersburg, alsmede aan de spoorlijn tussen die steden.
Solnetsjnogorsk ligt aan het Senejzmeer, 65 kilometer ten noordwesten van Moskou.
Oorspronkelijk was er op die plek een nederzetting genaamd Solnetsjnaja Gora (letterlijk: 'zonnige heuvel'). In 1938 kreeg de nederzetting de status van stad en werd de naam veranderd in Solnetsjnogorsk.
Aprelevka · Balasjicha · Bronnitsy · Chimki · Chotkovo · Dedovsk · Dmitrov · Doebna · Dolgoproedny · Domodedovo · Drezna · Dzerzjinski · Elektrogorsk · Elektro-oegli · Elektrostal · Frjazino · Golitsyno · Istra · Ivantejevka · Jachroma · Jegorjevsk · Joebilejny · Kasjira · Klimovsk · Klin · Koebinka · Koerovskoje · Kolomna · Koroljov · Kotelniki · Krasnoarmejsk · Krasnogorsk · Krasnozavodsk · Krasnoznamensk · Likino-Doeljovo · Ljoebertsy · Lobnja · Loechovitsy · Losino-Petrovski · Lytkarino · Moskovski · Mytisjtsji · Naro-Fominsk · Noginsk · Odintsovo · Orechovo-Zoejevo · Ozjerelje · Ozjory · Pavlovski Posad · Peresvet · Podolsk · Poesjkino · Poesjtsjino · Protvino · Ramenskoje · Reoetov · Roeza · Rosjal · Sergiev Posad · Serpoechov · Sjatoera · Sjtsjerbinka · Sjtsjolkovo · Solnetsjnogorsk · Staraje Koepavna · Stoepino · Taldom · Troitsk · Tsjechov · Tsjernogolovka · Vereja · Vidnoje · Volokolamsk · Voskresensk · Vysokovsk · Zarajsk · Zjeleznodorozjny · Zjoekovski · Zvenigorod